# اكولار
اكولار هي منظومة صاروخية ذاتية التحكم, تعتمد على نظام الصواريخ الموجهة عبر الجي بي أس وتطلق صاروخ LAR-160 الذي تنتجه الصناعات العسكرية الإسرائيلية, وهي تطلق عدد من الصواريخ عددها 11 من منصات ثابتة أو متحركة عبر شاحنات كبيرة. يبلغ مداه 40 كيلو متر ويزن رأسه الحربي حوالي 35 كلغ.